# Benisuera (kommunhuvudort)
Benisuera är en kommunhuvudort i Spanien.   Den ligger i provinsen Província de València och regionen Valencia, i den östra delen av landet, 300 km sydost om huvudstaden Madrid. Benisuera ligger 169 meter över havet och antalet invånare är 194.
Terrängen runt Benisuera är kuperad norrut, men söderut är den platt.Runt Benisuera är det ganska glesbefolkat, med 34 invånare per kvadratkilometer. Närmaste större samhälle är Ontinyent, 15,0 km sydväst om Benisuera. Trakten runt Benisuera består till största delen av jordbruksmark.